# Chris Vermorcken
Chris Vermorcken est une réalisatrice belge de documentaires né en 1936 à Bruxelles.

## Filmographie partielle
- 1980 : Anna Magnani, un film d'amour connu aussi sous d'autres titres (Io sono Anna Magnani, Qui est la Magnani...), Prix André-Cavens[1],[2],[3]
- 1983 : Profession dresseur
- 1985 : The Hollywood Messenger
- 1988 : Leonor Fini
- 1999 : Vers des rêves impossibles